# Филадельфия Фантомс
«Филадельфия Фантомс» (англ. Philadelphia Phantoms) — хоккейная команда, выступавшая в низшей североамериканской лиге — АХЛ (Американская хоккейная лига). Основана в 1996 году, базировалась в городе Филадельфия, Пенсильвания, США. Домашние игры проводила на стадионах «Ваковия Спектрум» или «Ваковия-центр». «Фантомс» — обладатели двух Кубков Колдера. Перед сезоном 2009/10 команда переехала в Гленс-Фолс, штат Нью-Йорк и была переименована в «Эдирондек Фантомс».

## Ранние успехи
В своей первой игре регулярного сезона 4 октября 1996 года «Фантомс» нанесли поражение «Спрингфилд Фэлконс» со счётом 6:3. Двумя днями позже, 6 октября, клуб перед своими зрителями, которых собралось 9166 человек, на домашней арене «Спектрум» нанёс поражение 3:1 команде «Рочестер Американс». Это была первая игра регулярного сезона АХЛ, начиная с 1979 года, с тех пор как Филадельфию покинула команда «Файрбёрдз». По окончании сезона «Фантомс» набрали больше всех очков в лиге — 111, на 10 очков больше, чем «Херши Беарс». Центрфорвард — Питер Уайт, завоевал Солленбергер Трофи, набрав 105 очков.
Во втором раунде плей-офф Кубка Колдера «Фантомс» встретились с сейчас уже главным своим соперником — «Херши Беарс». После поражения в стартовой игре со счетом 5:3 «Фантомс» выравняли счёт в серии, победив 7:4. Эта игра запомнилась следующим: 350 минутами штрафа (171 из которых на счету «Фантомс»), 14 матч-штрафами, двумя вынужденными остановками игры, дракой голкиперов, Нила Литтла и Синухе Валлинхеймо, и появлением в игре 5 вратарей (Жан-Франсуа Лаббе, Валленхеймо, Сильвен Родриг в «Херши», Литтл и Доминик Рассел в «Филадельфии»). Серия с «Херши» закончилась в седьмом матче, когда «Медведи» вырвали победу со счётом 3:2 («Херши» пришли к своей восьмой победе в Кубке Кодера несколькими неделями позднее).

## 1998 год: первый Кубок Колдера Филадельфии
Сезон 1997—1998 года «Фантомс» снова завершили первыми, со 106 набранными очками, Питер Уайт снова получил Солленбергер Трофи, набрав 105 очков.
В шестой игре финальной серии, состоявшейся 10 июня 1998 года, перед болельщиками заполненного до отказа «Спектрума» (девятый аншлаг в году), «Фантомы» показали практически безупречную игру против «Сент-Джон Флэймз», выигранную со счётом 6:1, благодаря звёздной игре в воротах Нила Литтла, установившего в плей-офф рекорд побед (15:5) и нападающего Майка Манелюка, получившего Джек Баттерфилд Трофи, как самый ценный игрок плей-офф. Капитан команды — Джон Стивенс (который также выигрывал Кубок Колдера с «Херши» в 1988 году и со «Спрингфилдом» в 1991 году, а затем как тренер «Фантомс» — в 2005 году) и члены команды, совершили круг почёта по арене с Кубком Колдера, как когда-то «Флайерз» со своим первым Кубком Стэнли, 24 года назад.

## Матч всех звёзд АХЛ — 1999
24 января 1999 года «Фантомс» принимали матч Всех звёзд АХЛ 1999, в «Ферст Юнион (сейчас Ваковия) Сентер». Защитник филадельфийцев — Сергей Климентьев, центрфорвард Ричард Пак, вратарь Жан-Марк Пеллетье играли за команду «Планета США», в этой игре, в то время как центрфорвард Питер Уайт и Джим Монтгомери, с главным тренером Биллом Барбером и помощником Майком Слотерсом в команде «Канадцев», в которой Питер Уайт также был капитаном команды. Пеллетье получил награду самого ценного игрока матча, выигранного командой США 5:4.

## Тренеры
После сезона 1999-00 главный тренер Билл Барбер был назначен помощником (и позднее главным) тренера «Флайерз», помощник тренера Джон Стивенс (вынужденный завершить карьеру игрока после серьёзной травмы глаза) стал вторым тренером Фантомов в июне 2000 года. Стивенс, первый капитан команды, вскоре объединился с двумя бывшими игроками «Флайерз», защитником Челлем Самуельссоном и нападающим Доном Нахбауром, которые влились во вновь сформированный тренерский штаб «Фантомс». В ноябре 2003 года тафгай и бывший игрок «Флайерз» Крейг Беруби присоединился к команде и, завершив свою 18-летнюю профессиональную карьеру в «Фантомс», стал затем помощником главного тренера команды. В сезоне 2004-05 команду покинул Дон Нахбаур, возвратившись в WHL, где стал главным тренером команды «Трай-Сити Американс». Когда Джон Стивенс в сезоне 2005-06 стал помощником главного тренера «Флайерз», Беруби стал третьим главным тренером «Фантомов». После назначения Стивенса главным тренером «Флайерз», Беруби стал его помощником, после чего Самуэльссон, работавший помощником тренера на протяжении 6 сезонов, стал четвёртым главным тренером в истории «Фантомс».

## 2005 — Второй Кубок Колдера
В сезоне 2004-05 Кубок Колдера вернулся в Филадельфию во второй раз. Победив в своих первых двух играх сезона, «Фантомс», одержали первую домашнюю победу над «Гамильтоном» — 22 октября. После победы над «Херши», 4:1, Антеро Ниитимяки, побил клубный рекорд по количеству побед в сезоне, которых он одержал — 32, тем самым побив рекорд в 31 победу, установленный Нилом Литтлом, в сезонах — 1996-97 и 1997-98. В то время как «Фантомы» готовились вступить в соперничество плей-офф, состав пополнили два игрока, выбранные «Флайерз» в первом раунде драфта 2003 года — центрфорварды Джефф Картер и Майк Ричардс — игравшие до этого в Хоккейной Лиге Онтарио (OHL), после того, как их клубы выбыли из плей-офф Мемориального кубка. Картер, прибыл в команду в последнюю неделю регулярного сезона и стал лидером АХЛ по количеству очков набранных в плей-офф, 23 очка (12+11) в 21 игре. Ричардс появился в команде во втором раунде плей-офф и записал на свой счёт 15 очков (7+8) в 14 играх.
Плей-офф 2005 для «Фантомс», начался с игры против «Норфолк Эдмиралс», команды, которая нанесла филадельфийцам шесть поражений в последних десяти встречах регулярного сезона АХЛ, включая последнюю игру сезона, 17 апреля. Первый раунд плей-офф остался за «Фантомс», со счётом в серии 4-2.
Во втором раунде «Фантомс» встречались с «Уилкс-Барре/Скрентон Пингвинс», который уже обыграл в первом раунде «Бингемтон Сенаторс». После первых двух домашних игр «Фантомов», и третьей, четвёртой игр в Уилкс-Барре, серия возвратилась в «Ваковия Центр» и стала одной из самых запоминающихся в клубной истории. Проигрывая в середине третьего периода пятой игры, со счётом 1:4, «Фантомс» взорвались шестью безответными голами, в финальные 10 минут и одержали победу со счётом 7:4, выйдя в финал Восточной конференции против «Провиденс Брюинз», с которыми «Фантомс» справились в шести играх, так же установив рекорд по победам на домашнем льду (11-0). С победой над «Провиденс», «Фантомс» вернулись в финал Кубка Колдера, впервые с 1998 года, где встретились с «Чикаго Вулвз», с другой хорошо играющей командой на своём льду и обыгравшая в финале Западной конференции — «Манитоба Мус». Серия стала битвой двух финских вратарей — Ниитимяки и Кари Лехтонена. Первые три игры изобиловали силовой борьбой и низкой результативностью. В первой игре, все закончилось со счётом 1:0, в пользу «Фантомс», вторая игра также закончилась победой филадельфийцев, в овертайме 2:1. Серия вернулась на третьей игре в Филадельфию. Ниитимяки снова позволил забить себе лишь один гол, оформив победу со счетом 2:1, в третьей игре. В четвёртой игре состоявшейся 10 июня Филадельфии удалось одержать победу над Чикаго со счётом 3:0. Новичок Джефф Картер с 23 очками получил индивидуальную награду как лучший бомбардир плей-офф, а Ниитимяки был удостоен Джэк Баттерфилд Трофи, как самый ценный игрок плей-офф.

## Фантомы в НХЛ
В сезоне 2004-05, после того как Кубок Колдера вернулся в Филадельфию во второй раз, некоторые игроки команды в сезоне 2005-06 стали выступать в НХЛ. Восемь игроков: Антеро Ниитимяки, Джеффа Картера, Майк Ричардса, Патрика Шарпа, Джон Сима, Йони Питканена, Денниса Зайденберга и Ар Джей Амбергера, можно было увидеть в сезоне 2005-06 в составе «Флайерз», Бен Игер, Рэнди Джонс, Райан Риди, так же привлекались в команду в течение сезона. Ричардс, Джонс, Ниитимяки, Картер, Игер и Питканен стали основными игроками команды.

## Клубные рекорды
Сезон
Голы (47) — Майк Мэнелюк (1999-00)
Передачи (78) — Питер Уайт (1997-98)
Очки (105) — Питер Уайт (1996-97, 1997-98)
Штраф (416) — Френсис Лессард (1999-00)
Коэффициент пропущенных голов (1,96) — Нил Литтл (2003-04)

Карьера в клубе
Голы — 153 — Питер Уайт
Передачи — 319 — Питер Уайт
Очки — 472 — Питер Уайт
Штраф — 1046 — Пит Вандермир
Вратарские победы — 177 — Нил Литтл
«Сухие» игры — 18 — Нил Литтл
Игры — 431 — Питер Уайт